# District de Minamitsuru
Le district de Minamitsuru (南都留郡, Minamitsuru-gun) est un district du Japon, au sein de la préfecture de Yamanashi.
En 2003, le district d'une superficie de 400,71 km2 était peuplé de 49 180 habitants pour une densité de 122,73 hab/km2.

## Communes

### Communes actuelles
Le district compte deux communes et quatre villages :
- Dōshi
- Fujikawaguchiko
- Narusawa
- Nishikatsura
- Oshino
- Yamanakako

On y trouve la forêt d'Aokigahara sur les villages de Fujikawaguchiko et de Narusawa.

### Anciennes communes
- Akiyama (1878-2005)